# 拉比谷国际工业和矿业发展公司
拉比谷国际工业和矿业发展公司（波斯語：شرکت بین‌المللی توسعهٔ صنایع و معادن غدیر）是一家伊朗控股公司，在矿业投资领域运营。它是拉比谷投资公司的子公司，成立于2011年，注册号为408192，专门从事矿业和矿业工程领域的投资和经济活动。

## 历史
该公司于2011年成立，初始资本为13,000亿伊朗里亚尔，作为拉比谷投资公司全资拥有的控股公司，旨在投资矿业行业各个领域。

## 业务范围
该公司活跃在金属和非金属矿产的勘探、开采和加工领域，以及非矿业行业和矿业金属产业链投资领域。这些控股公司的大多数子公司主要生产电动机和海绵铁。

## 股票市场表现
拉比谷国际工业和矿业发展公司被接纳为德黑兰证券交易所的第597家上市公司。该公司12亿9500万股股票，相当于公司7%的股份，以"TMGD1"为交易代码在德黑兰证券交易所上市交易。